# 5464 Weller
Az 5464 Weller (ideiglenes jelöléssel 1985 VC1) a Naprendszer kisbolygóövében található aszteroida. Edward L. G. Bowell fedezte fel 1985. november 7-én.